# Europees Olympisch Jeugdzomerfestival 2013

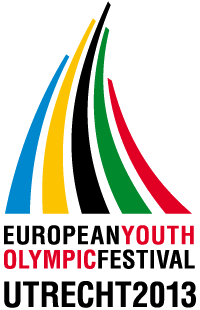
Logo van het Europees Olympisch Jeugdzomerfestival 2013

Het Europees Olympisch Jeugdzomerfestival 2013 vond plaats van 14 tot 19 juli 2013 in Utrecht, Nederland. Het was de twaalfde editie van dit tweejaarlijkse multisportevenement voor jonge atleten uit Europa. Het festival is op 14 juli geopend met een openingsceremonie; de laatste wedstrijden en de sluitingsceremonie werden gehouden op 19 juli.